# Bouferna zona
Pour plus de détails, voir Fiche technique et Distribution.
Bouferna zona (en bulgare : Буферна зона) est un film bulgare réalisé par Guéorgui Dioulguérov, sorti en 2014.

## Fiche technique
- Titre original : Буферна зона
- Titre français : Bouferna zona
- Réalisation : Guéorgui Dioulguérov
- Scénario : Guéorgui Dioulguérov
- Pays d'origine : Bulgarie
- Format : Couleurs
- Genre : drame
- Durée : 122 minutes
- Date de sortie : 13 octobre 2014

## Distribution
- Roussi Tchanev (en) : Todor Tcherkezov
- Stefka Yanorova (bg) : Irina Tcherkezova
- Rozalia Abgarian : la psychologue
- Tigran Torossian : Todor (jeune)
- Hristina Ivanova : Irina (jeune)
- Snejina Petrova (bg) : Yana
- Ivaïlo Hristov : Damian
- Svetla Tsotsorkova : la professeur
- Meglena Karalambova
- Petar Valtchanov : Taliban
- Svetoslava Ivanova
- Ivan Barnev (en)
- Andreï Altaparmakov Jr.
- Ralitsa Tontcheva
- Dimitrina Teneva
- Martin Svinarov
- Yan Dounev